# グリーリー (コロラド州)
グリーリー（英語: Greeley）は、アメリカ合衆国コロラド州の都市。ウェルド郡の郡庁所在地で、人口最大の都市である
。人口は10万8795人（2020年）。コロラド州北部に位置しており、州都デンバーからは北北東に80キロメートル離れているが、統計上はデンバー都市圏に含まれる。

## 歴史

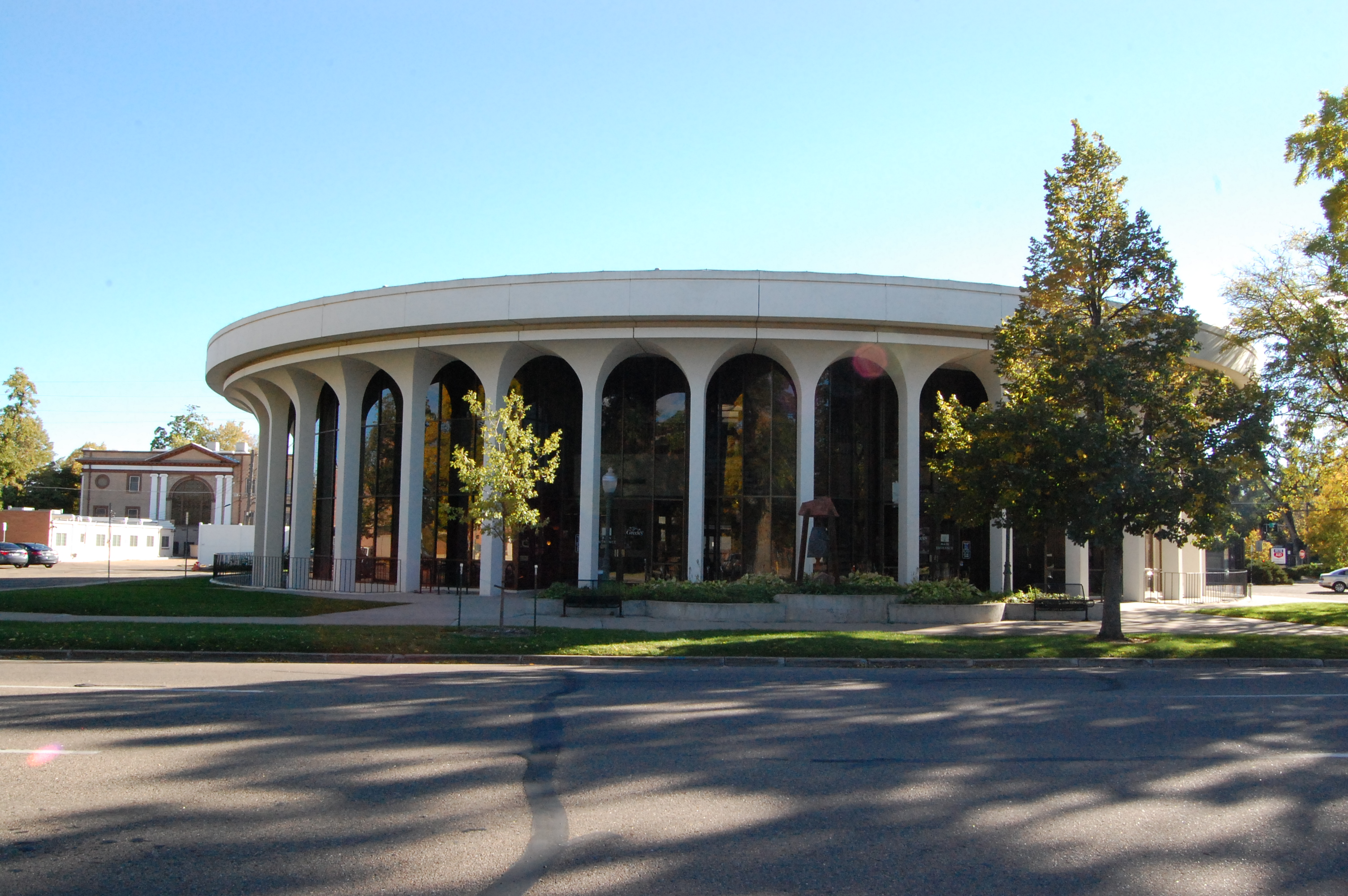
シティホール

町の名前は「ニューヨーク・トリビューン」紙の編集者ホレス・グリーリーに由来する

。1869年に実験的なユートピア社会として、ユニオン・コロニーという名前で市の歴史が始まったが、後の1886年4月6日、コロラドの政治家ベンジャミン・イートンがホレス・グリーリーを記念して市名をグリーリーとすると発表した。
グリーリーは酪農、農業を基盤として設立されたが、最先端の技術にも遅れずについていった。電話線は1883年に開通、ダウンタウンの電灯は1886年に整備された。1910年までには馬車に混じって自動車が道路を走るようになった。1922年に開設されたKFKAはアメリカでも初期のラジオ局の一つである。グリーリー市営空港は1928年に開業した。
市には第二次世界大戦中の1943年に、ドイツ人捕虜収容所、イタリア人捕虜収容所の2つの捕虜収容所が置かれた。
1969年には酒類の販売の許可を問う投票が行われ、わずか477の投票数ながら可決された。これにより市の禁酒時代は終わった。
グリーリー・フィルハーモニック・オーケストラは1911年から活動をはじめた。1958年、グリーリーは初めて文化部門が置かれた都市となった。
市は現在も変化と成長を続けており、人口は1970年の水準より倍以上になっている。

### レイサム
グリーリー市内（もしくはすぐ西側）には以前、オーバーランド・トレイルのレイサム駅（当初はチェロキーシティ駅と呼ばれていた）があった。レイサム駅（フォート・レイサムとしても知られていた）は1862年に建設され、駅名はカリフォルニアの初期の上院議員の一人ミルトン・S・レイサムから採られた。この駅馬車の駅はサウスプラット川とキャッシュ・ラ・プードル川の合流地点にあった。
ここではコロラドで初めて白人の子どもが生まれたと信じられている。フォート・レイサムにはインディアンとの戦いが起こった1860年〜1864年まで連邦政府軍の司令部が置かれており、郡庁所在地となった。

### ユニオン・コロニー

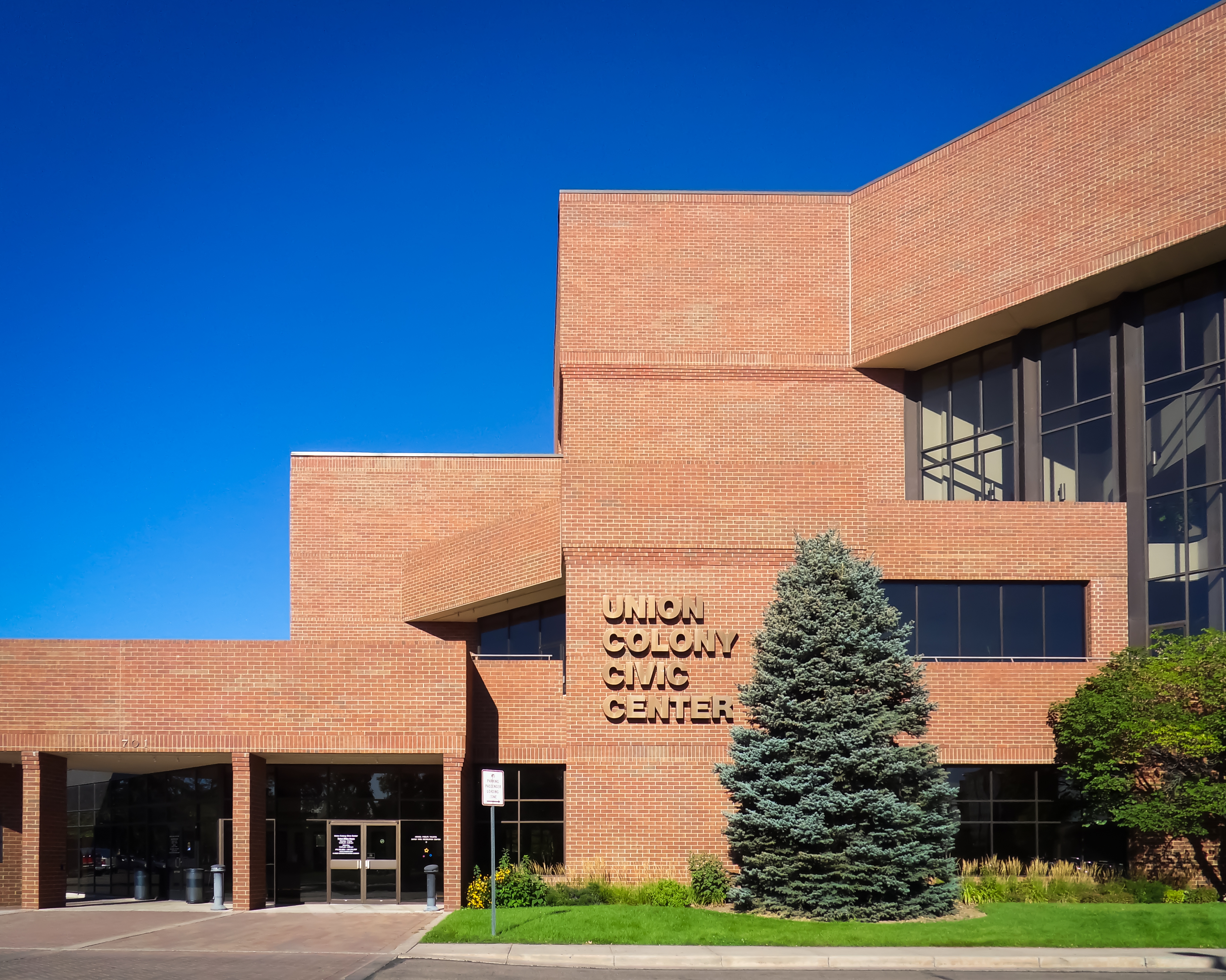
ユニオン・コロニー市民センター

グリーリーには実験的ユートピアコミュニティとしてユニオン・コロニーが1869年に建設された。ニューヨークの新聞記者ネイサン・C・ミーカーによれば、「ユニオン・コロニーは禁酒、宗教、農業、教育、そして家族に重きを置くことに基づいていた」。
ミーカーはキャッシュ・ラ・プードル川とサウスプラット川の合流地点にあたる土地（レイサム駅の周辺も含んでいた）を購入した。この場所はデンバー・パシフィック鉄道が結ぶシャイアンとデンバーとのほぼ中間であった。ユニオン・コロニーという地名は、後にミーカーが所属していた「ニューヨーク・トリビューン」紙の編集者で、「Go West, young man（西部に行け、若者よ）」というフレーズを広めたホレス・グリーリーに因んでグリーリーに変更された。

## 地理
グリーリーは北緯40度24分54秒 西経104度43分26秒 / 北緯40.41500度 西経104.72389度に位置している。標高は海抜1,420m（4,658フィート）である。
アメリカ合衆国国勢調査局によれば、市域全面積は30平方マイル (78 km2)で、このうち陸地は29.9平方マイル (77 km2)、水域は0.1平方マイル (0.26 km2)、水域率は0.3%である。
市の南ではエバンスとガーデンシティに接しており、これら3つをまとめて（正確ではないが）「グリーリー」と表されることもある。グリーリー/エバンス地域は南のサウスプラット川が境界で、グリーリーの北部にはキャッシュ・ラ・プードル川が流れている。
市内には国道85号線と国道34号線のジャンクションがあるとしばしば言及されるが、正確な場所はエバンス市内にある。市の西部にはコロラド州道257号線の起点があり、北の境界部にはコロラド州道392号線が通っている。

### 気候
グリーリーはケッペンの気候区分ではステップ気候（BSk）に分類される。夏季の平均最高気温は32℃前後、冬季の平均最高気温は4℃前後と寒暖差が激しい。最も暑いのは7月の第3週前後、最も寒いのは1月である。最低気温は夏季で16℃前後、冬季で-9℃前後である。最高気温記録は41℃、最低気温記録は-32℃である。初霜が降りるのは10月10日頃で、5月4日頃まで続く。
アメリカの東側、およそ2/3の地域の天気を乱れさせる温帯低気圧は、しばしばコロラド周辺で発生する。これは、グリーリーは完全に発達した嵐にはあまり襲われないことを意味する。温暖前線、みぞれ、あるいは着氷性の雨とは無縁である。さらに、市は西側のロッキー山脈と、東側の比較的標高の低い地域に接していることから、降水量は少なく、雷雨もほとんどない。
これは矛盾しているようだが、隣接している地域（大半が農場）では1年に7〜9日雹が降る。
グリーリーの気候はコロラドの全ての地域と同じく、極端に乾燥している。山岳部からチヌークが吹き下ろすと、1月、2月でも21℃、4月には32℃近くまで気温が上昇することがある。標高が高く湿度が低いことから、夏の最も暑い時期でさえも夜間の最低気温が20℃を上回ることはほとんどない。
日中の気温はたいてい広範囲に及び、最高気温と最低気温の差（日較差）が25℃を超えることも珍しくなく、とりわけ春と秋は日較差が大きい。一日の間に気温が急激に変化することも普通である。
| コロラド州グリーリーの気候 | コロラド州グリーリーの気候 | コロラド州グリーリーの気候 | コロラド州グリーリーの気候 | コロラド州グリーリーの気候 | コロラド州グリーリーの気候 | コロラド州グリーリーの気候 | コロラド州グリーリーの気候 | コロラド州グリーリーの気候 | コロラド州グリーリーの気候 | コロラド州グリーリーの気候 | コロラド州グリーリーの気候 | コロラド州グリーリーの気候 | コロラド州グリーリーの気候 |
| 月                         | 1月                        | 2月                        | 3月                        | 4月                        | 5月                        | 6月                        | 7月                        | 8月                        | 9月                        | 10月                       | 11月                       | 12月                       | 年                         |
| -------------------------- | -------------------------- | -------------------------- | -------------------------- | -------------------------- | -------------------------- | -------------------------- | -------------------------- | -------------------------- | -------------------------- | -------------------------- | -------------------------- | -------------------------- | -------------------------- |
| 最高気温記録 °F （°C）     | 74 (23)                    | 76 (24)                    | 82 (28)                    | 91 (33)                    | 96 (36)                    | 103 (39)                   | 106 (41)                   | 102 (39)                   | 99 (37)                    | 91 (33)                    | 80 (27)                    | 75 (24)                    | 106 (41)                   |
| 平均最高気温 °F （°C）     | 40.0 (4.4)                 | 46.2 (7.9)                 | 55.0 (12.8)                | 63.0 (17.2)                | 72.3 (22.4)                | 83.1 (28.4)                | 88.7 (31.5)                | 86.6 (30.3)                | 78.2 (25.7)                | 66.0 (18.9)                | 49.7 (9.8)                 | 41.3 (5.2)                 | 64.2 (17.9)                |
| 平均最低気温 °F （°C）     | 15.6 (−9.1)                | 20.9 (−6.2)                | 28.0 (−2.2)                | 35.8 (2.1)                 | 45.4 (7.4)                 | 54.2 (12.3)                | 59.3 (15.2)                | 57.5 (14.2)                | 48.2 (9)                   | 36.9 (2.7)                 | 25.4 (−3.7)                | 17.2 (−8.2)                | 37.0 (2.8)                 |
| 最低気温記録 °F （°C）     | −25 (−32)                  | −20 (−29)                  | −4 (−20)                   | −3 (−19)                   | 25 (−4)                    | 35 (2)                     | 42 (6)                     | 41 (5)                     | 17 (−8)                    | 5 (−15)                    | −7 (−22)                   | −24 (−31)                  | −25 (−32)                  |
| 降水量 inch （mm）         | 0.53 (13.5)                | 0.38 (9.7)                 | 1.16 (29.5)                | 1.81 (46)                  | 2.55 (64.8)                | 1.80 (45.7)                | 1.42 (36.1)                | 1.18 (30)                  | 1.19 (30.2)                | 0.89 (22.6)                | 0.84 (21.3)                | 0.47 (11.9)                | 14.22 (361.3)              |
| 降雪量 inch （cm）         | 6.5 (16.5)                 | 4.4 (11.2)                 | 7.8 (19.8)                 | 6.3 (16)                   | 0.8 (2)                    | 0 (0)                      | 0 (0)                      | 0 (0)                      | 0.9 (2.3)                  | 2.6 (6.6)                  | 8.5 (21.6)                 | 5.8 (14.7)                 | 43.6 (110.7)               |
| 出典：NOAA                 |                            |                            |                            |                            |                            |                            |                            |                            |                            |                            |                            |                            |                            |

## 人口動態
以下は2010年の国勢調査による人口統計データである。
| 基礎データ - 人口: 92,889 人 - 世帯数: 33,427 世帯 - 家族数: 21,250 家族 - 人口密度: 1,195.5人/km2（3,096.3人/mi2） - 住居数: 21,797軒 - 住居密度: 467.5軒/km2（735.1軒/mi2） 人種別人口構成 - 白人: 79.1 - アフリカン・アメリカン: 1.7% - ネイティブ・アメリカン: 1.2% - アジア人: 1.3% - 太平洋諸島系: 0.1% - その他の人種: 13.2% - 混血: 3.4% - ヒスパニック・ラテン系: 36.0% | 年齢別人口構成 - 19歳未満: 31.3% - 20-24歳: 11.4% - 25-44歳: 25.4% - 45-64歳: 21.1% - 65歳以上: 10.7% - 年齢の中央値: 30.5歳 - 性比（女性100人あたり男性の人口） - 総人口: 96.6 - 18歳以上: 93.9 収入と家計 - 収入の中央値 - 世帯: 44,226米ドル - 家族: 55,277米ドル - 性別 - 男性: 40,122米ドル - 女性: 35,294米ドル - 人口1人あたり収入: 21,372米ドル - 貧困線以下 - 対人口: 23.5% - 対家族数: 15.7% - 18歳未満: 32.1% - 65歳以上: 8.9% |

city-data.comによれば、市の人口10万人あたりの犯罪率は289.6（2012年）で、全米平均の301.1より低かった。

## 経済
グリーリー市内に拠点を置く企業は、正肉業者のスウィフト&カンパニー、アウトソーシング企業のスターテック、土建業者のヘンゼル・フェルプス社などがある。

### 雇用主
市の包括的年間財務報告書2012年版によると、市内の雇用主トップ10は以下の通りである。
| 順位 | 雇用主                             | 従業員数 |
| ---- | ---------------------------------- | -------- |
| 1    | JBS スウィフト&カンパニー          | 4,500    |
| 2    | ノースコロラド・メディカルセンター | 3,000    |
| 3    | ベスタス                           | 1,600    |
| 4    | ステートファーム保険               | 1,460    |
| 5    | ケアストリーム・ヘルス             | 520      |
| 6    | テレテック                         | 500      |
| 7    | ハリバートン                       | 430      |
| 8    | マクレーン社                       | 390      |
| 9    | スターテック                       | 370      |
| 10   | 福音ルーテル善きサマリア人社会     | 330      |

### 軍事
コロラド空軍州兵の第137宇宙警戒中隊は市内のグリーリー航空州軍基地を拠点としている。

## 教育

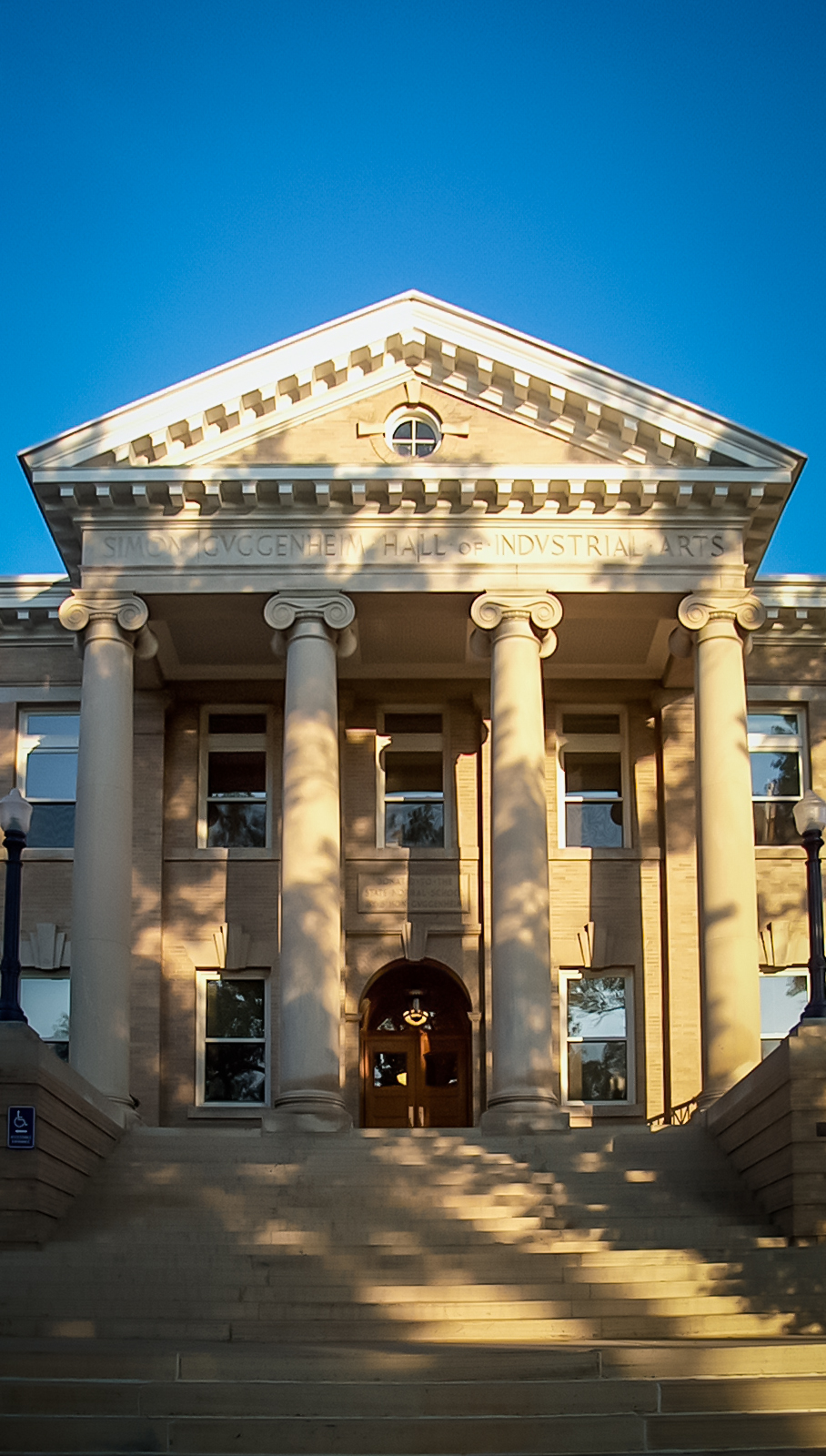
ノーザンコロラド大学のグッゲンハイム・ホール

グリーリーの18歳以上の住民のうち、82.2%は高校を卒業しており、25.9%は学士以上の学位を取得している。

### 初等・中等教育
市の大半はウェルド郡第6教育学区に属している。
高校はグリーリー・セントラル高校、グリーリー・ウェスト高校、ジェファーソン高校、ノースブリッジ高校の4校がある。
中学校はブレンドウッド中学校、フランクリン中学校、ヒース中学校、ジョン・エヴァンス中学校の4校がある。
小学校はセンテニアル小学校、ドス・リオス小学校、イースト・メモリアル小学校、ヘイマン小学校、ジャクソン小学校、マディソン小学校、メープルウッド小学校、マルティネス小学校、マコーリフ小学校、ミーカー小学校、モンフォート小学校、ロメロ小学校、スコット小学校、ショーシーン小学校の14校がある。
チャータースクールはユニバーシティ・スクールズ、フロンティア・アカデミー、ユニオン・コロニー・プレパラトリースクールの3校がある。チャップロー・アーツリテラシー・マグネットスクールは地元では有名な芸術教育を行う学校である。
私立学校は少なくとも5校以上、トリニティ・ルーテル・スクール、セントメアリー・カトリック・スクール、デイスプリング・クリスチャン・アカデミー、シェパード・オブ・ザ・ヒルズ、マウンテンビュー・アカデミー等がある。

### 大学
グリーリーにはノーザンコロラド大学、エイムス・コミュニティカレッジ、アカデミー・オブ・ナチュラルセラピー、インスティチュート・オブ・ビジネス&メディカルキャリアーズがキャンパスを置いている。

## 姉妹都市
グリーリーは1993年8月から茨城県守谷市と姉妹都市提携をしている。青少年海外派遣事業として守谷市の中高生が約グリーリーにホームステイするなど、交流が進められている。

## 医療

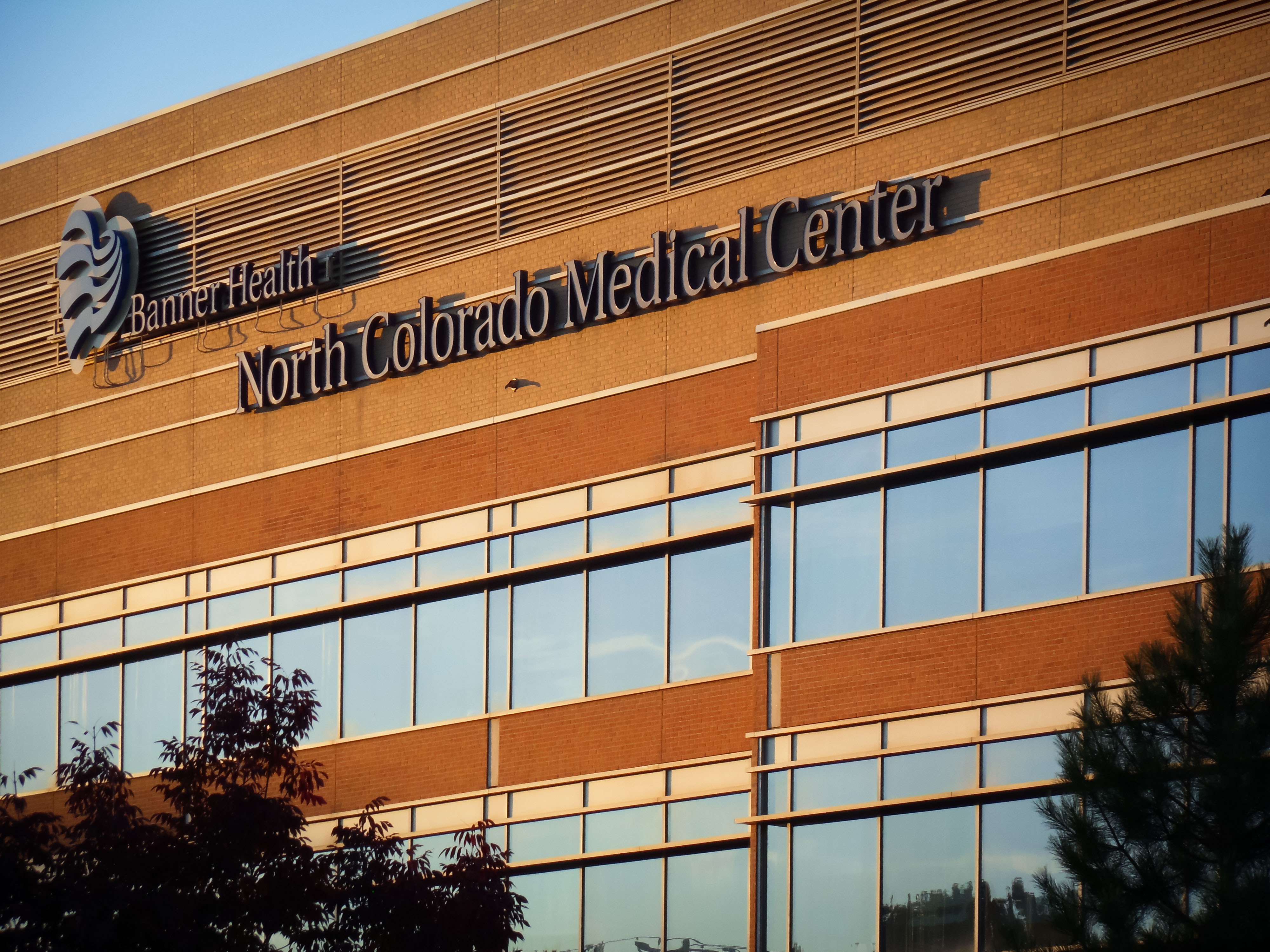
ノースコロラド・メディカルセンター

ノースコロラド・メディカルセンターはウェルド郡では第一の医療施設である。この病院は1904年にグリーリー病院として開業した。病院名はウェルド郡総合病院を経て、現在のノースコロラド・メディカルセンターとなった。病院はアリゾナ州フェニックスに本部を置くバナー・ヘルスによって運営されている。
近年、病院施設が拡張され、救急救命室が新たに作られ、病室数も増加した。
2011年6月23日、プードルバレー・ヘルスシステムズとコロラド大学薬学部は共同経営の合意を延期すると発表した。もしこれが承認されていたら、ノースコロラド・メディカルセンターを抜いてコロラド州北部では最も大きい地域病院となっていた。
2010年、グリーリーで最も大きく、最も歴史のある医療グループであるグリーリー・メディカルクリニックはプードルバレー・ヘルスシステムズと提携すると発表した。

## 政治
2006年からグリーリー警察署はアメリカ国防総省からMRAP、72挺の5.56mmライフル、22個のサプレッサー、15個の暗視装置などを含む230万ドル以上の戦略的軍用装備を受け取っている。警察の軍隊化に対する大衆の厳しい視線が全米に広がったことを受け、国防総省が情報を公開するようになった2014年以前は、このプログラムの詳細については20年間厳密に守られており、ほとんど情報が公開されなかった
。

## メディア

### 新聞
「グリーリー・トリビューン」は市の主要な日刊新聞である。
これに加え、スウィフト・コミュニケーションズは市のアグリビジネスについての週刊紙「フェンス・ポスト」を発行している。

### ラジオ
グリーリーはフォートコリンズ・グリーリーラジオ市場では主要な都市である。アービトロン社が発表した2013年秋の人口によるラジオ市場のランキングでは、フォートコリンズ・グリーリーの市場は全米で117位だった。
デンバーに近いため、地元のラジオ視聴者はデンバーのラジオ局から放送されるラジオ電波の大半も受信することもできる。

### テレビ
グリーリーはデンバーテレビ市場に属している。シャイアンにも近いことから、地元の視聴者はシャイアンのテレビ市場で放送されている電波も受信することができる。

## ニュース・大衆文化の中で
2006年12月12日、移民税関執行局は、グリーリーの工場を含む6か所の食肉加工工場で、一斉摘発を行った。不正な身分証明で働く移民に尋問し、数百人がバスで連行された。
グリーリーはエリック・シュローサーの『ファストフードが世界を食いつくす』や『おいしいハンバーガーのこわい話』で紹介された。
2010年8月、レプリノフーズは2億7000万ドルをかけてグリーリーに新たな工場を建設し、500人までの雇用を創出するという計画を発表した。工場は2011年11月から操業を開始した。
2014年5月12日、グリーリーはフォーブスの記事「働くための小都市10傑」で5位にランク付けされた。7月23日には「雇用が増加している都市10傑」で4位にランク付けされた。

### 地元の作家
ジェームズ・ミッチェナーは1936年〜37年まで、州立コロラド教育大学、現在のノーザンコロラド大学に通っていた。修士号を得た後、1941年まで社会科学の講師を務めた。彼の傑作である1974年の小説『センテニアル』は彼が滞在していたグリーリーやコロラドの実際の歴史をもとに構想された。
エジプト人のイスラム主義者サイイド・クトゥブは州立コロラド教育大学（現在のノーザンコロラド大学）で学んだ。2003年5月6日、ナショナル・パブリック・ラジオの番組「オール・シングス・コンシダード（All Things Considered）」の司会者ロバート・シーゲルは、サイイド・クトゥブの著書『The America That I Have Seen（私が見たアメリカ）』はアメリカの歴史で起こった出来事の順序が歪曲されていると伝えた。
クトゥブは彼の著書の中で、グリーリーはネイティブアメリカンとの戦いからはじまり、1949年においても続いていると述べた。クトゥブはまた、独立以前にラティーノはグリーリー周辺から中央アメリカへ追いやられたとも述べていた。クトゥブはグリーリーを道楽の温床で、生活は「裸足」で、「動物のように」男女が入り混じっていると描写した。
しかしながら、エジプト人の政治学者マムーン・ファンディは、クトゥブのアメリカ批判はエジプト人に対して西洋、近代など彼らが心を惹かれ、魅了されるようなものに警鐘を鳴らしたのだと強く主張した。クトゥブがアメリカ人のセクシュアリティに対して強く嫌悪していることに関しては、クトゥブが生涯において性的関係を持っていたという証拠がどこにもないからだとファンディは述べている
。

## 著名な出身者
- ディー・ブラッドリー・ベイカー - 声優。
- シェイン・カーウィン - 総合格闘家。
- ショーン・チャコーン - 野球選手。
- グレッグ・ジャーマン - 俳優。
- ジェームズ・ミッチェナー - 小説家。
- ロン・ウォーターマン - 総合格闘家、プロレスラー。
- コニー・ウィリス - SF作家。
- サイイド・クトゥブ - 1950年代、60年代のムスリム同胞団の重要人物。1949年にグリーリーに暮らしていた。